# Antonin Magne

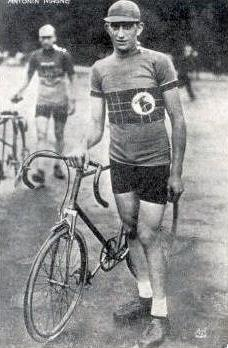
Antonin Magne
ciclista francés (1904-1983).

Antoine Marius "Antonin" Magne (Ytrac, 15 de febrero de 1904 - Arcachón, 8 de septiembre de 1983) fue un ciclista profesional francés, vencedor del Tour de Francia en 1931 y 1934, y campeón mundial de ciclismo en ruta en 1936.
Después de su retirada, fue director deportivo de gran calidad. Dirigió, entre otros, a ciclistas de la talla de Louison Bobet y Raymond Poulidor.

## Palmarés
| 1927 - 1 etapa del Tour de Francia - París-Limoges - GP Wolber 1928 - 2 etapas del Tour de Francia 1929 - París-Limoges 1930 - Paris-Vichy - 2 etapas de la Vuelta al País Vasco - 3.º en el Tour de Francia, más 1 etapa 1931 - Tour de Francia , más 1 etapa 1932 - 1 etapa del Gran Premio de l'Écho d'Alger - 2.º en el Campeonato de Francia en Ruta | 1933 - 2.º en el Campeonato de Francia de ciclismo en ruta - 2.º en el Campeonato mundial de ciclismo en ruta 1934 - Tour de Francia , más 2 etapas - GP de las Naciones - 2.º en el Campeonato de Francia de ciclismo en ruta 1935 - GP de las Naciones 1936 - Campeón del mundo de ciclismo en ruta - GP de las Naciones - 2.º en el Campeonato de Francia de ciclismo en ruta - 2.º en el Tour de Francia 1938 - 2 etapas del Tour de Francia |

## Resultados en las grandes vueltas
| Carrera         | 1926 | 1927 | 1928 | 1929 | 1930 | 1931 | 1932 | 1933 | 1934 | 1935 | 1936 | 1937 | 1938 | 1939 | 1940 | 1941 |
| --------------- | ---- | ---- | ---- | ---- | ---- | ---- | ---- | ---- | ---- | ---- | ---- | ---- | ---- | ---- | ---- | ---- |
| Giro de Italia  | -    | -    | -    | -    | -    | 29.º | 34.º | -    | -    | -    | -    | -    | -    | -    | -    | X    |
| Tour de Francia | -    | 6.º  | 6.º  | 7.º  | 3.º  | 1.º  | -    | 8.º  | 1.º  | Ab.  | 2.º  | -    | 8.º  | -    | X    | X    |
| Vuelta a España | X    | X    | X    | X    | X    | X    | X    | X    | X    | -    | -    | X    | X    | X    | X    | -    |
| Mundial en Ruta | -    | -    | -    | -    | -    | -    | 17.º | 2.º  | 14.º | Ab.  | 1.º  | Ab.  | -    | -    | -    | -    |

-: no participa 

Ab.: abandono

## Distinciones
- Caballero de la Legión del Honor: 1962
- En 2002 pasó a formar parte de la Sesión Inaugural del Salón de la Fama de la UCI.[2]